# Élection gouvernorale dans l'oblast de Kaliningrad de 2024
L'élection gouvernorale anticipée dans l'oblast de Kaliningrad  de 2024 a lieu le 8 septembre 2024 lors des infranationales russes afin d'élire le gouverneur de l'oblast de Kaliningrad, l'un des oblasts de la fédération de Russie. Le gouverneur par intérim Alekseï Besprozvannykh brigue un mandat complet.

## Contexte

### National
L'actualité russe est marquée par l'invasion russe de l'Ukraine depuis 2022 ainsi que par la réélection de Vladimir Poutine en mars 2024, élection considérée comme non-libre. Le principal dirigeant de l'opposition russe, Alexeï Navalny, emprisonné depuis 2021, meurt en détention en février 2024.

### Régional
En avril 2024, plusieurs médias ont rapporté qu'Anton Alikhanov pourrait obtenir un poste au sein du gouvernement de la fédération de Russie. Cependant, Alikhanov lui-même a ensuite nié ces rumeurs et confirmé son intention de rester dans l'oblast de Kaliningrad.
Le 11 mai 2024, le président du gouvernement de la fédération de Russie Mikhaïl Michoustine, qui a pris ses fonctions, a nommé Alikhanov au poste de ministre de l'Industrie et du Commerce de la fédération de Russie, à la place de son ancien dirigeant Denis Mantourov, devenu vice-Premier ministre., qui supervise également l’industrie. Pour la période des procédures parlementaires, Alikhanov a nommé son adjoint Sergueï Ieliseïev gouverneur par intérim.
Le 15 mai 2024, le président de la fédération de Russie Vladimir Poutine a nommé le vice-ministre de l'Industrie et du Commerce Alekseï Besprozvannykh gouverneur par intérim de l'oblast de Kaliningrad jusqu'à ce que la personne élue gouverneur de l'oblast de Kaliningrad prenne ses fonctions.

## Système électoral
Le gouverneur est élu au scrutin uninominal majoritaire à deux tours pour un mandat de cinq ans. Est déclaré élu le candidat ayant recueilli la majorité absolue au premier tour. À défaut, les deux candidats arrivés en tête s'affrontent au second tour, et celui recueillant le plus de voix l'emporte.
Dans l'oblast, les candidats ne peuvent être nommés que par des partis politiques enregistrés. Le candidat à la tête de la république doit être citoyen russe et âgé d'au moins 30 ans. Les candidats à la tête ne doivent pas avoir de citoyenneté étrangère ni de permis de séjour. Chaque candidat, pour être inscrit, doit recueillir au moins 8 % des signatures des membres et chefs de municipaliés. Les candidats présentent également 3 candidatures au Conseil de la fédération et le vainqueur de l'élection nomme plus tard l'un des candidats présentés.

## Candidats

### Déclarés
- Alekseï Besprozvannykh (Russie unie), gouverneur par intérim de l'oblast de Kaliningrad (2024-présent), ancien vice-ministre de l'Industrie et du Commerce (2017-2024)
- Maksim Boulanov (KPRF), membre de l'Assemblée législative de l'oblast de Kaliningrad (2021-présent), candidat au poste de gouverneur de 2022[6]
- Nina Fiodorova (Russie unie), membre de l'Assemblée législative de l'oblast de Kaliningrad (2021-présent)[7]
- Ievgueni Michine (LDPR), député de l'Assemblée législative de l'oblast de Kaliningrad

## Résultats
| Candidats                | Candidats              | Partis                  | Votes | %   |
| ------------------------ | ---------------------- | ----------------------- | ----- | --- |
|                          | Alekseï Besprozvannykh | Russie unie             |       |     |
|                          | Maksim Boulanov        | Parti communiste        |       |     |
|                          | Ievgueni Michine       | Parti libéral-démocrate |       |     |
|                          |                        | Russie juste            |       |     |
|                          | Autres candidats       |                         |       |     |
|                          |                        |                         |       |     |
| Votes valides            |                        |                         |       |     |
| Votes blancs et nuls     |                        |                         |       |     |
| Total                    | Total                  | Total                   |       | 100 |
| Abstention               |                        |                         |       |     |
| Inscrits / participation |                        |                         |       |     |